# ليو ليبتون
ليو ليبتون (بالإنجليزية: Lew Lipton)‏ هو كاتب سيناريو أمريكي، ولد في 23 فبراير 1897 في شيكاغو في الولايات المتحدة، وتوفي في 27 ديسمبر 1961 في نيويورك في الولايات المتحدة.

## وصلات خارجية
- ليو ليبتون على موقع IMDb (الإنجليزية)
- ليو ليبتون على موقع ألو سيني (الفرنسية)
- ليو ليبتون على موقع تيرنر كلاسيك موفيز (الإنجليزية)
- ليو ليبتون على موقع أول موفي (الإنجليزية)
- ليو ليبتون على موقع قاعدة بيانات الأفلام السويدية (السويدية)
- ليو ليبتون على موقع قاعدة بيانات الفيلم (الإنجليزية)